# Kris Commons
Kristian Arran "Kris" Commons, född 30 augusti 1983 i Mansfield i England, är en engelsk-skotsk före detta fotbollsspelare som spelade som mittfältare. Han spelade under sin karriär bland annat för Celtic.

## Karriär
Commons flyttade till Nottingham Forest i början av säsongen 2004 efter att ha spelat fyra proffssäsonger för moderklubben Stoke City. Strax efter att han gjorde sin A-lagsdebut skadade han ena korsbandet och var borta från fotbollen i ett år.
Han utnämndes till "omgångens bästa spelare" av FA med över 60 procent av rösterna i första omgången av FA-cupen, då han gjorde ett hat-trick mot Yeading. Han blev i och med det den förste spelaren att vinna utmärkelsen två gånger i två olika säsonger (den första 2005 efter femte omgången mot Tottenham).
Under säsongen 2006/2007 drabbades han av flera skador men hann med att göra ett viktigt mål mot serieledarna Scunthorpe. I slutet av samma säsong gjorde han fem mål och fyra assist på tre matcher (sammanlagt 10 mål för Nottingham). Trots rykten om en flytt till en annan klubb på en "Bosman-transfer" skrev Commons på för ytterligare ett år hos Nottingham 2 juli 2007.
Commons gjorde sin 100:e ligamatch för Nottingham i öppningsmatchen av säsongen 2007/2008 som slutade 0–0 hemma mot Bournemouth. Han har varit i god form under säsongen och gjort sammanlagt nio mål i alla tävlingar (åtta i ligan).
Den 2 juni 2008 skrev Commons på för Derby County.